# منطقه بارکینگ و دگنهام لندن
منطقه بارکینگ و دگنهام لندن (به انگلیسی: London Borough of Barking and Dagenham) یک لندن در بریتانیا است که در لندن بزرگ واقع شده‌است.
این منطقه ۳۶.۰۹ کیلومتر مربع مساحت و ۱۶۸٬۹۰۰ نفر جمعیت دارد.

## خواهرخوانده
شهرهای تچف و ویتن خواهرخوانده‌های منطقه بارکینگ و دگنهام لندن هستند.